# Julia Lindemalm
Julia Linnea Lindemalm, född 15 maj 1984, är en svensk fotograf. Hon har en kandidatexamen i bildjournalistik från Mittuniversitetet och har studerat vid  Danmarks journalisthögskola, Journalisthøjskolen. Hon är frilansfotograf och har arbetat för bland annat Sydsvenskan, Göteborgs-Posten, Trelleborgs Allehanda, norska Dagbladet och danska Politiken. Mellan 2014 och 2018 var Julia Lindemalm ordförande i Pressfotografernas klubbs södra avdelning. 
Parallellt med uppdragen för tidningar har hon gjort projekt som på olika sätt undersöker relationen mellan människor och djur. Hon har därför läst kursen "Critical animal studies" vid Lunds universitet. För sitt projekt Zoo World har hon tilldelats  TTs Fotostipendium och Malmö stads kulturstipendium. Hon fick även det första Lars Tunbjörk-priset. med motiveringen: 
"Med humor och empati betraktar Julia Lindemalm människor som fascineras av djur i bur. Hennes bildspråk är både rakt på sak och poetiskt när hon lyfter fram vår längtan och förvirring inför det okända. I Lindemalms bilder är människan lika fången i sin föreställningsvärld som djuren är i sina konstruerade livsrum på zoo.”
Hösten 2016 gavs hennes första bok ut, Katt People. I den undersöker Julia Lindemalm människans relation till katten. Boken innehåller bl.a. bilder från kattutställningar, hem för övergivna katter och älskade familjekatter. Förordet är skrivet av Annina Rabe
År 2018 kom Julia Lindemalms andra bok Zoo World, med bilder från europeiska och amerikanska djurparker. Zoo World har också visats som utställning på olika ställen i Sverige som Galleri Kontrast i Stockholm, Galleri Format i Malmö och Abecita konstmuseum i Borås.
Djurens Rätt nominerade henne till priset Guldråttan år 2017, men priset gick till youtubaren Therése Lindgren.